# Пойятос, Фернандо
Фернандо Пойятос Фустер (исп. Fernando Poyatos Fuster; род. 12 мая 1933, Калаорра) — канадский антрополог испанского происхождения, исследователь невербальной коммуникации.
Преподавал в США, затем в 1975—1998 гг. профессор Университета Нью-Брансуика, в 1993—1998 гг. заведовал кафедрой испанской и латиноамериканской культуры.
Автор 10 книг, среди которых трёхтомный труд «Невербальная коммуникация между научными дисциплинами» (англ. Nonverbal Communication across Disciplines; 2002) и монография «Текстовый перевод и живой перевод» (англ. Textual Translation and Live Translation: The total experience of nonverbal communication in literature, theater and cinema; 2008), посвящённая транспозиции литературного текста в театральный и кинематографический. Под редакцией Пойятоса вышел сборник «Литературная антропология» (англ. Literary Anthropology; 1988) — попытка подойти к определению национальной специфики через особенности национального литературного канона. Пойятос также занимался исследованием невербальной коммуникации в религиозных практиках католицизма: к этому направлению его работы относятся, в частности, книги «Я был болен, и вы посетили меня: Духовное наставление для католиков в больничном служении» (англ. I Was Sick and You Visited Me: A Spiritual Guide for Catholics in Hospital Ministry; 1998) и «Останься с нами, Господь» (исп. Quédate con nosotros, Señor; 2015), посвящённая невербальной коммуникации в ходе католической литургии и основанная на авторском курсе лекций в Высшем литургическом институте в Барселоне. Опубликовал также альбом фотографий «Впечатления от исторического Фредериктона» (англ. Impressions of Historic Fredericton; 1998); собрание фотографий Пойятоса находится в коллекции Центра фотографий и исторических изображений Гвадалахары (CEFIHGU).
Член-корреспондент Королевской академии испанского языка (1993).